# Airó
Airó es una freguesia portuguesa del municipio de Barcelos. Según el censo de 2021, tiene una población de 884 habitantes.